# BBC Three
BBC Three è un canale televisivo britannico del gruppo BBC, che trasmette via cavo, digitale terrestre, IPTV e satellite.
La rete si rivolge a una fascia di pubblico tra i 16 e i 34 anni, e ha lo scopo di fornire contenuti "innovativi" al pubblico giovane, concentrandosi sui nuovi talenti e sulle nuove tecnologie. Diversamente dai suoi rivali commerciali, il 90% dei programmi sono del Regno Unito e di paesi dell'Unione Europea. L'80% è originale e copre tutti i generi, dall'attualità, al dramma, alla commedia, all'animazione. BBC Three ha un unico format da 60 secondi per le news. Tale sistema fu adottato per rendere il funzionamento del canale completamente automatizzato, senza le complicazioni di un telegiornale in diretta dalla durata variabile all'interno della programmazione. Dal 27 luglio al 12 agosto 2012 il canale ha ospitato dalle 9 alle 24 le dirette dei giochi olimpici di Londra 2012, di conseguenza il canale CBBC non trasmetterà per quei giorni. L'attuale direttore di rete è Zai Bennett e il capo della programmazione è Dan McGolpin.

## Storia
Il canale succede al simile BBC Choice e viene lanciato il 9 febbraio 2003, undici mesi dopo la data di lancio pianificata inizialmente. Il ritardo era dovuto al dibattito sul formato proposto: alcuni credevano che non sarebbe stato sufficientemente diverso dagli esistenti canali commerciali rivolti al pubblico giovane. Il canale viene lanciato da Stuart Murphy, che in precedenza aveva guidato BBC Choice, e ancora prima UK Play, il canale di musica e telefilm del network UKTV, non più in onda, sul quale veniva trasmesso Rock Profile, di Matt Lucas e David Walliams (che divennero protagonisti di Little Britain). A 33 anni, Murphy è stato il più giovane direttore di rete del Regno Unito, titolo che deteneva dal lancio di UK Play quando aveva 26 anni, anche se il 20 ottobre 2005 venne annunciato che Murphy avrebbe presto lasciato la rete per lavorare nella televisione commerciale.
Dal 16 febbraio 2016 il canale trasmette esclusivamente in rete tramite il proprio sito web o BBC iPlayer. Quando il canale non veniva trasmesso di notte, CBBC prendeva il posto delle trasmissioni di BBC Three.
Dal 1º febbraio 2022 il canale torna via cavo e via satellite.

## Programmazione
(BBC Three Remit)
Il target di BBC Three è costituito da un pubblico dai 16 ai 34 anni d'età, dunque è in competizione con le reti ITV2 e E4. Tradizionalmente la BBC ha avuto difficoltà ad attrarre un pubblico giovane.

### Programmi trasmessi dalla rete
- Doctor Who
- Top Gear
- The Catch Up (telegiornale della rete di breve durata al posto di 60 seconds)
- Don't Tell the Bride
- EastEnders (in replica)
- Russell Howard's Good News
- I Griffin
- American Dad!
- Eurovision Song Contest (prima e seconda semifinale)
- Assy McGee
- RuPaul's Drag Race UK
- RuPaul's Drag Race: UK Versus the World